# Olmekenkärpfling
Der Olmekenkärpfling (Priapella olmecae) ist ein seltener Süßwasserzierfisch aus der Familie der Lebendgebärenden Zahnkarpfen. Er bewohnt Teile der präkolumbischen Heimat der Olmeken im südöstlichen Mexiko.

## Merkmale
Weibchen dieses Kärpflings erreichen eine Länge von bis zu sechs Zentimeter, Männchen bleiben einen Zentimeter kleiner. Der Körperbau in beiden Geschlechtern ist etwas gedrungen mit kurzem und spitz zulaufendem Kopf. Ausgewachsene Männchen besitzen einen Schuppenkiel auf der Unterseite des Schwanzstiels. Sowohl Männchen als auch Weibchen sind von graubrauner bis bläulicher Farbe. Die unpaaren Flossen sind orange bis rötlich getönt, auch das Gonopodium der Männchen. Brust- und Bauchflossen sind farblos. Die Iris leuchtet wie bei allen Priapella-Arten intensiv blau.

## Vorkommen und Lebensweise
Das Verbreitungsgebiet des Olmekenkärpflings beschränkt sich auf einige Flüsse und Seen in Tuxtlas im mexikanischen Bundesstaat Veracruz. Der Kärpfling wurde im Río Agua Frio, Río de la Palma, Río las Maquinas und im Catemaco-See sowie einigen benachbarten Lagunen nachgewiesen.
Der Olmekenkärpfling bewohnt sowohl die schnell als auch die langsam strömenden Bereiche der Flüsse. Die Wassertemperaturen liegen zwischen 21 und 27 °C. Das Wasser ist klar, das Flussbett besteht aus Kies und Schlamm. Wasserpflanzen sind nicht vorhanden, aber dichte Vegetation beschattet die Ufer. Der Kärpfling tritt zusammen mit Schwertträgern (Xiphophorus hellerii) und Poecilia mexicana auf, im Río Agua Frio kommt er zusammen mit Platys (Xiphophorus maculatus) und Heterandria bimaculata vor.

## Verhaltensbiologie
Olmekenkärpflinge sind Gegenstand verhaltensbiologischer Forschung. Es konnte gezeigt werden, dass sowohl Männchen als auch Weibchen eine Präferenz für Geschlechtspartner besitzen, denen ein künstliches Schwert ähnlich dem des verwandten Schwertträgers (Xiphophorus hellerii) angebracht wurde.